# Georg Heinrich Weber

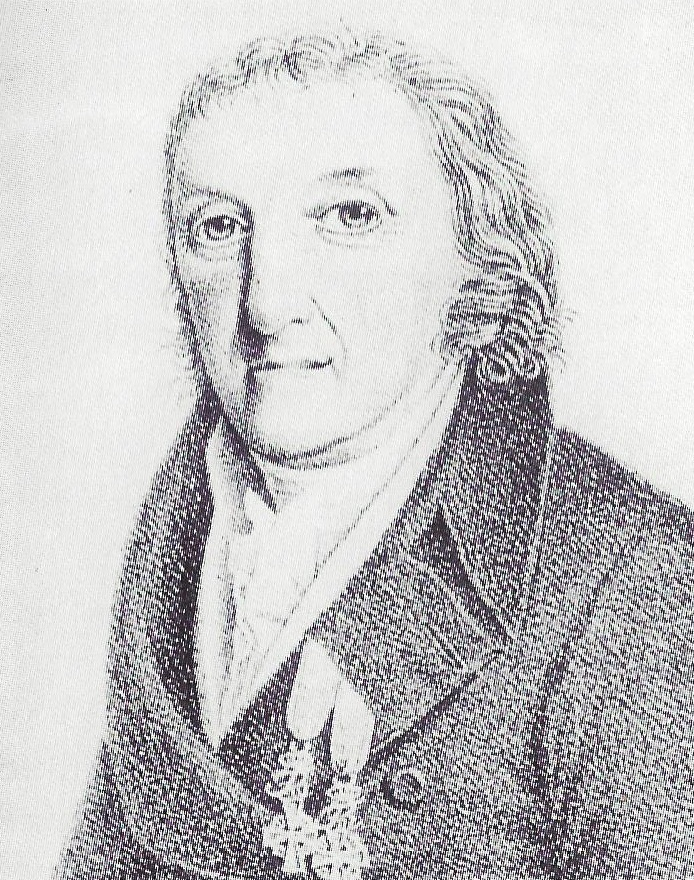
Georg Heinrich Weber

Georg Heinrich Weber, auch George, oder Georgius Henricus Weber, (* 27. Juli 1752 in Göttingen; † 25. Juli 1828 in Kiel) war ein deutscher Arzt und Botaniker. Sein botanisches Autorenkürzel lautet „Weber“.  

## Leben
Als Sohn des Philosophen Andreas Weber studierte Weber Medizin an der Georg-August-Universität Göttingen, an der er 1774 zum Dr. med. promovierte. 1777 wurde er in Kiel Prosektor und a.o. Professor der Medizin. 1780 wurde er zum o. Professor der Medizin und Botanik ernannt.
Die Medizinerausbildung im Herzogtum Holstein war bis dahin beklagenswert. Weber richtete 1788 in der damaligen Vorstadt (Kiel)  an der Prüne eine Poliklinik ein. Die Patienten wurden in seinem Haus oder in ihren eigenen Wohnungen unter seiner Anleitung von Studenten behandelt. Noch im selben Jahr konnte Weber mit Hilfe von Stiftungen einen bei Kiel gelegenen Hof erwerben, auf dem er eine Krankenanstalt baute. 1791 war sie soweit fertiggestellt, dass „30 Kranke äußerst bequem und gut und im nötigen Fall wohl doppelt soviel darin untergebracht werden können“.
Daneben legte Weber den dritten Botanischen Garten Kiels an, sowohl zur Lehre als auch zur Genesung der Kranken. Hier lernten sowohl sein Sohn Friedrich Weber (1781–1823) als auch Daniel Matthias Heinrich Mohr botanische Grundlagen kennen. 1799 wurde er Leibarzt des Herzogs.
Als seine Privatklinik 1802 vom Kieler Senat und der Christian-Albrechts-Universität Kiel übernommen wurde, wurde er zum Direktor ernannt. Die Klinik bestand bis 1873 als akademische Heilanstalt.
1806 erhielt er den Titel eines Etatsrathes. 1810 wurde er zum Direktor des schleswig-holsteinischen Sanitäts-Collegiums und zum Oberaufseher über die vereinigten Krankenanstalten und den Botanischen Garten ernannt. 1813/1814 war er Rektor der CAU, Weber zählte zu den ersten, die Flechten als besondere Lebensformen erkannten.
Sein Sohn Georg war praktischer Arzt in Kiel.

## Ehrungen
Die Weberstraße in Kiel-Exerzierplatz ist nach ihm benannt. Auch die Moosgattung Webera Ehrh. ist nach ihm benannt.

## Schriften
- Bitte an das Publicum um Unterstützung zu dem in Kiel zu errichtenden Krankenhause. 1788.
- Commentatio botanico-medica, sistens vires plantarum cryptogamicarum medicas. 1778. Untersucht den heilkundlichen Einsatz von Moosen und Farnen.
- Spicilegium florae Göttingensis plantas imprimis cryptogamicas Hercyniae illustrans. 1778. (Google books)
- Flora von Göttingen. 1778. Eine frühe Erfassung der Pflanzenbestände.
- Einige Erfahrungen über die Behandlung der jetzigen Ruhrepidemie.
- Ueber die Schleswig’schen Möwen und Holsteinschen Schwimmvögel. 1798.